# 옹진 백령도 두무진
옹진 백령도 두무진(甕津 白翎島 頭武津)은 인천광역시 옹진군 백령면 연화리에 있는 선캄브리아기 원생누대 중원생대 스테노스기~신원생대 토노스기의 지층 백령층군 두무진층으로 구성된 바위이자 지질유산이며 자연명승이다. 1997년 12월 30일 대한민국의 명승 제8호로 지정되었다.

## 개요
백령도는 서해의 가장 북쪽에 있으며, 우리나라에서 14번째로 큰 섬이다. 이 백령도의 북서쪽에 있는 포구가 두무진인데, “뾰족한 바위들이 많아 생긴 모양이 장군머리와 같은 형상을 이루고 있다”하여 붙여진 이름이다. 특히 선대바위는 1612년(광해군 5) 백령도로 귀양온 이대기(李大期)가 《백령도지(白翎島誌》에서 “늙은 신의 마지막 작품”이라고 극찬했을 정도로 풍광이 빼어난 곳이다.

## 지질
두무진은 수억년동안 파도에 의해서 이루어진 병풍같이 깎아지른 듯한 해안절벽과 가지각색의 기암괴석이 솟아 있다. 이 암석은 지질학적으로 선캄브리아기 원생누대 중원생대 스테노스기~신원생대 토노스기의 지층 백령층군 두무진층에 해당하며  30~40 m 높이 암벽에는 해국(海菊)이 분포하고, 해안에는 염색식물인 도깨비고비·갯방풍·땅채송화·갯질경이가 자라고 있다. 또 큰 바위 틈에서 범부채(붓꽃과의 다년초)가 자라고 있는 것이 특이하다. 코끼리바위, 장군바위, 신선대, 선대암, 형제바위 등 온갖 모양의 바위가 바다를 향해 늘어서 있어 홍도의 기암과 부산 태종대를 합쳐 놓은 듯하다.
두무진층은 백령층군의 최상위 지층으로서 하부의 중화동층과 정합 관계이며, 진촌리, 북포리, 연화리 일대에 분포한다. 지층의 하한은 중화동층에서 흑색의 이암(-실트암 교호대)의 비중이 감소하며 수십 cm 이상의 두께를 가지는 중립~조립질 사암이 나타나기 시작하는 층준이다. 두무진층은 주로 담회색~회백색의 사암으로 구성되며 사암에는 평행 층리, 사층리, 연흔이 잘 나타난다. 또한 부분적으로 박층의 암회색 이암이 두무진층 내에 협재되며 이암 내지 실트암과 사암의 교호대가 수십 센티미터 내지 수 미터 두께로 협재된다. 두무진층의 SHRIMP 연대측정 자료에서 가장 젊은 쇄설성 저어콘의 연령이 1040 Ma로 나와 두무진층은 중원생대 스테노스기~토노스기 퇴적암으로 해석된다.
백령도 두무진층

## 명칭 변경
원래 이름은 '백령도 두무진' 이었으나 시군구 단위를 삽입한 명칭으로 2008년 변경되었다.

## 같이 보기
- 백령층군
- 인천광역시의 지질
- 백령도
- 두무진항 (지방어항)

## 참고 자료
- 옹진 백령도 두무진 - 국가유산청 국가유산포털